# Cucullia intermedia
Cucullia intermedia (tên tiếng Anh: Intermediate Cucullia) là một loài bướm đêm thuộc họ Noctuidae. Nó được tìm thấy ở coast to coast ngang qua miền nam Canada và miền bắc Hoa Kỳ, phía nam ở phía tây đến California và tới Pennsylvania in the east. In Dãy núi Rocky it is found phía nam đến the White Mountains in east-miền trung Arizona và occurs commonly ở Utah, Colorado và đông bắc Nevada.

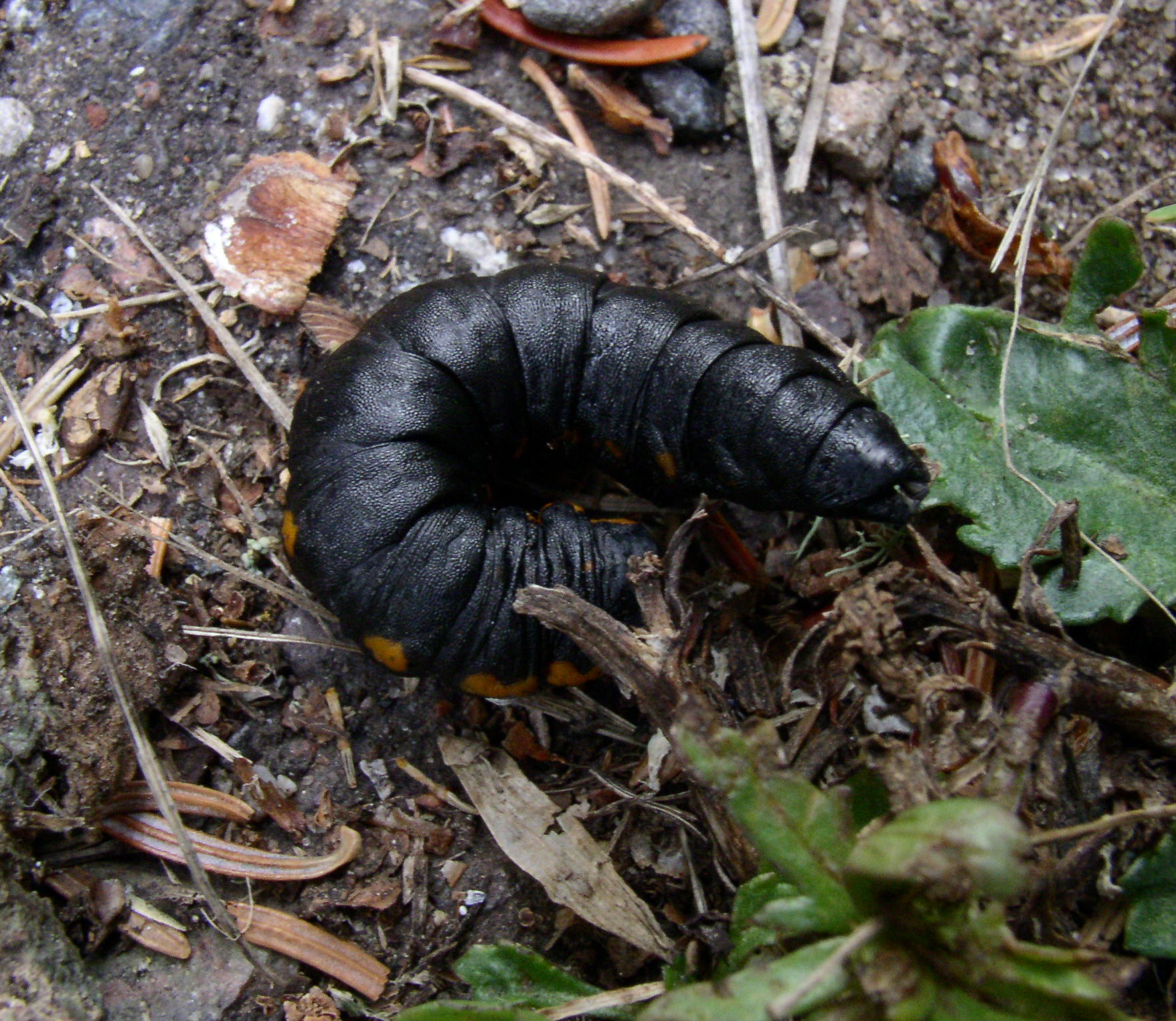
Sâu bướm

Sải cánh dài 45–50 mm. Con trưởng thành bay từ tháng 5 đến tháng 10. Có hai lứa trưởng thành một năm.
Ấu trùng ăn lá các loài cây cáng lò (hay cây bulô), cây bạch dương, cây liễu và other trees và shrubs, cũng như flowers của Lactuca và other Asteraceae.